# Jan Granqvist
Jan-Erik ”Jan” Granqvist, född 2 september 1943 i Växjö, död 20 oktober 2003, var en svensk konstnär. Efter gymnasiet studerade Granqvist skulptur för Sven Hammarstedt och Kjell Jordahn. Från slutet av 1980-talet ägnade han sig främst åt oljemåleri.